# Pedetidae
Lièvres sauteurs, Pédétidés
Famille
Les Pédétidés (Pedetidae) sont une famille de rongeurs comprenant cinq genres, dont quatre éteints. Le seul genre encore existant est Pedetes, qui rassemble les lièvres sauteurs actuels, dont le plus connu est le Lièvre sauteur d'Afrique du Sud. Cette famille a été créée en 1825 par le zoologiste britannique John Edward Gray (1800-1875).

## Liste des genres
Selon Mammal Species of the World (version 3, 2005)  (11 oct. 2012) et ITIS (11 oct. 2012) le seul genre actuel est :
- genre Pedetes Illiger, 1811

Selon Paleobiology Database (11 oct. 2012), deux genres fossiles existent en plus :
- † Megapedetes MacInnes 1957[5]
- † Parapedetes Stromer 1926[5]

Auxquels s'ajoutent depuis 2011 :
- † Oldrichpedetes Pickford & Mein, 2011
- † Rusingapedetes Pickford & Mein, 2011